# Jef Ulburghs
Jef Ulburghs (ur. 9 czerwca 1922, zm. 31 sierpnia 2010 w Zolder) – belgijski kapłan, polityk, poseł do Parlamentu Europejskiego II kadencji.

## Życiorys
Jef Ulburghs studiował na uczelni im. św. Józefa w Beringen, następnie wstąpił do seminarium w Liège i w 1947 przyjął święcenia kapłańskie od biskupa Kerkhofsa. Początkowo przydzielono go do parafii w Grâce-Hollogne, na przedmieściach Liège. Następnie przeniesiony został do Berleur, gdzie w początkowo pełnił funkcję Wikariusza w parafii św. Remigiusza, a w dalszej kolejności Proboszcza w parafii pod wezwaniem Matki Bożej Wspomożycielki (1947–1961). W 1969 wrócił do Limburgii, w czasie gdy prowincja ta oddzieliła się od Liège i stała się diecezją. Tam, w parafii Zwartberg, we wczesnych latach 70., walczył u boku górników, przeciwstawiając się zamykaniu kopalń. Był także zastępcą sekretarza komisji diecezjalnej „Justice et Paix” (pl. „Sprawiedliwość i pokój”).  
W 1971 wyjechał do Santiago na międzynarodową konferencję UNCTAD (Konferencja Narodów Zjednoczonych ds. Handlu i Rozwoju). Tam był głównym inicjatorem strajku głodowego, relacjonowanego przez międzynarodowe media.
Główna działalność polityczna Jefa Ulburghsa przypadała na lata 80. i 90. XX wieku. Od 1982 był radnym gminy Genk. W 1984 roku z ramienia Partii Socjalistycznej uzyskał mandat posła do Parlamentu Europejskiego i sprawował go do 1989. W 1991 dołączył do partii „Agalev” (flamandzkiej partii politycznej, która w 2003 zmieniła nazwę na Groen) i wybrany został na senatora. W 1994 roku zrezygnował z tego stanowiska i ponownie został wybrany do Rady Miasta Genk, w której zasiadał do końca 1995. W tym samym roku zakończył swoją działalność polityczną. 
W 2005 opublikował pracę doktorską na Katolickim Uniwersytecie w Louvain-la-Neuve na temat subsydiarności.
Ulubionymi tematami Jefa Ulburghsa były obrona mniejszości, imigrantów i górników. Angażował się w wiele działań w Salwadorze i Nikaragui, podczas wojen domowych w Ameryce Środkowej, w Palestynie, na Bliskim Wschodzie, jak również w Afryce Południowej.
Zmarł w wieku 88 lat po krótkiej chorobie.

## Funkcje pełnione w Parlamencie Europejskim
Zasiadając w Parlamencie Europejskim Jef Ulburghs był:
- Członkiem Komisji ds. Kwestii Prawnych i Praw Obywatelskich (1984-87),
- Członkiem delegacji ds. stosunków z państwami Europy Wschodniej (1985-86),
- Członkiem delegacji ds. stosunków ze Szwajcarią (1986-87),
- Członkiem delegacji ds. stosunków ze Związkiem Socjalistycznych Republik Radzieckich (1987-89),
- Członkiem Komisja ds. Petycji (1987-89),
- Członkiem Komisji ds. Środowiska Naturalnego, Zdrowia Publicznego i Ochrony Konsumentów (1987),
- Członkiem Komisji ds. Socjalnych i Zatrudnienia (1987-89)[4].